# Беремяны (Тернопольская область)
Беремя́ны (укр. Берем'яни) — село в Бучачской городской общине Чортковского района Тернопольской области Украини.
До 2020 года входило в Бучачский район.
Код КОАТУУ — 6121280801. Население по переписи 2001 года составляло 732 человека.

## Географическое положение
Село Беремяны находится в 1-м км от левого берега рек Днестр и Стрыпа,
на левом берегу реки Провал,
на противоположном берегу которой расположено село Жнибороды.

## История
- Село известно с XV века.

## Объекты социальной сферы
- Школа I—II ст.

## Известные уроженцы
- Уейский, Корнель (1823—1897) — польский поэт, драматург и публицист.

## Галерея
- Пейзаж окрестностей с. Беремяны. Гора Говда
- Церковь св. Николая